# トッポ・ジージョ・イン・ジャパン
- ナショナル劇場 > トッポ・ジージョ・イン・ジャパン
- トッポ・ジージョ > トッポ・ジージョ・イン・ジャパン

『トッポ・ジージョ・イン・ジャパン』は、1966年10月3日から10月17日までの3週に渡り、TBS系列の『ナショナル劇場』でカラー特別番組として放送されたカラー・ミュージカル・バラエティ番組である。TBS初の本格的なスタジオカラーカメラによる制作番組である。
以下の文章は、当番組について記されている『TBSの50年史』の254ページ、『TBS50年史 資料編』の338ページ(共に東京放送:著、2002年1月発行)、国立国会図書館に所蔵されている当番組の第3回放送分の台本の所蔵データを記す「一般社団法人 日本脚本アーカイブズ推進コンソーシアム『脚本データベース』」内のWEBサイト「カラー特別番組『トッポ・ジージョ・イン・ジャパン』その愛その詩」、及び放送当日である1966年10月3日から10月17日まで各日の朝日新聞の共に朝刊9ページ テレビ欄（朝日新聞クロスサーチにて閲覧）を基に記述したものである。

## 概要
トッポ・ジージョが来日した際に、当時TBSのGスタジオにてカラーVTRを使って収録された、3回シリーズの番組。当時同スタジオに日本で初めて導入された、オランダ・フィリップス社製の最新型プランビコン式カラーカメラ（型番：PC-60）4式を使って、初めて制作した番組である。

## 各回放送リスト
| 回数 | 放送日         | サブタイトル               | 出演                                                                                   | 作     | 音楽     | 演出     | VTR収録日          | 脚注・その他      |
| ---- | -------------- | -------------------------- | -------------------------------------------------------------------------------------- | ------ | -------- | -------- | ------------------ | ----------------- |
| 1    | 1966年 10月3日 | トッポ・ジージョ作戦       | 倍賞千恵子 梓みちよ 岸洋子                                                             |        |          |          |                    | [ 6 ]             |
| 2    | 10月10日       | ジージョはサッカーがお得意 | 石原裕次郎 梓みちよ ほか                                                               |        |          |          |                    | [ 7 ]             |
| 3    | 10月17日       | その愛その詩               | 黒柳徹子 梓みちよ 上原ゆかり 蔵忠芳 大坂志郎 松山栄太郎 北大路欣也 三木のり平 中山千夏 | 永六輔 | 山本直純 | 宮武昭夫 | 10月14日・10月15日 | [ 1 ] [ 2 ] [ 8 ] |

## 備考
- 当番組が終了後、次にTBS月曜20:00枠にバラエティ番組が放送されるのは、48年半後の2015年4月20日開始『世にも不思議なランキング なんで?なんで?なんで?』からである（1975年3月31日実施の「腸捻転解消」後では初[9]）。